# Tech 3
Tech 3 – francuski zespół satelicki Yamahy startujący w MotoGP i Moto3.
W sezonie 2016 zespół startujący w MotoGP występuje pod nazwą sponsorską Monster Yamaha Tech 3, zaś zawodnicy etatowi zespołu to: Jonas Folger oraz Johann Zarco zespół startujący w Moto2 występuje pod nazwą sponsorską Tech 3 Racing, zaś zawodnicy etatowi zespołu to: Isaac Viñales oraz Xavi Vierge